# Huntia murrindal
Huntia murrindal är en spindelart som beskrevs av Gray och Thompson 200. Huntia murrindal ingår i släktet Huntia och familjen Zoropsidae.
Artens utbredningsområde är Victoria, Australien. Inga underarter finns listade i Catalogue of Life.